# 儒格MK III手槍
儒格马克3型（Ruger Mark III）是一种.22 LR半自动手枪，由斯特姆-儒格-公司生产。它是马克2型（Ruger Mark II）的后续型，并有少量改进。

## 自马克2型的改进
- 新增的目视“膛中有弹”机构
- 卸弹匣按钮从握把下方挪到扳机护圈后方。
- 所有马克3型手枪均有可调瞄准具
- 马克3型目标型（Ruger Mark III Target）已有螺纹安装Weaver型瞄准镜。其他型号需要由枪匠钻洞。
- 新增“无弹匣不击发”机制。
- 新增内置安全锁。用专用钥匙可将“保险”锁死于“安全”位置。
- 缩短枪机的“耳朵”
- 光滑的抛壳口

## 见于
- List of firearms